# Neues Museum
Neues Museum (slovensko: Novi muzej) je zaščitena stavba na Muzejskem otoku v zgodovinskem središču Berlina v Nemčiji. Zgrajena od leta 1843 do 1855 po naročilu pruskega kralja Friderika Viljema IV. v neoklasicističnem in renesančnem slogu, velja za glavno delo Friedricha Augusta Stülerja. Potem ko je utrpel škodo v drugi svetovni vojni in propad v Vzhodni Nemčiji, ga je med letoma 1999 in 2009 obnovil David Chipperfield. Trenutno je v Neues Museum Egipčanski muzej, zbirka papirusov, Muzej prazgodovine in starejše zgodovine in deli Antične zbirke. Kot del kompleksa Muzejskega otoka je bil muzej leta 1999 vpisan na Unescov seznam svetovne dediščine zaradi svoje izjemne arhitekture in pričevanja o razvoju muzejev kot kulturnega fenomena.

## Pregled
Novi muzej je bil drugi muzej, ki je bil zgrajen na Muzejskem otoku in je bil mišljen kot razširitev hišnih zbirk, ki jih ni bilo mogoče namestiti v Altes Museum. Med njimi so bile zbirke mavčnih odlitkov, staroegipčanskih artefaktov, prazgodovinske in zgodnjezgodovinske zbirke (Museum der vaterländischen Altertümer), etnografska zbirka ter zbirka grafik in risb (Kupferstichkabinett). Tako je »prvotni vir« zbirk v Egipčanskem muzeju v Berlinu in Etnološkem muzeju v Berlinu.
Poleg tega je Neues Museum pomemben spomenik v zgodovini gradbeništva in tehnologije. S svojimi različnimi železnimi konstrukcijami je prva monumentalna stavba Prusije, ki dosledno uporablja nove tehnike, ki jih je omogočila industrializacija. Kot nadaljnja inovacija je bil v Berlinu v gradbeništvu prvič uporabljen parni stroj. Med drugim so ga uporabljali za zabijanje pilotov v gradbena tla. Mehka, gobasta prst okoli reke Spree pomeni, da stavbe v osrednjem delu Berlina zahtevajo globoke temelje.
Zgrajena je bila med letoma 1843 in 1855 po načrtih Friedricha Augusta Stülerja, učenca Karla Friedricha Schinkla. Muzej je bil zaprt na začetku druge svetovne vojne leta 1939, med bombardiranjem Berlina pa je bil močno poškodovan. Obnovo je nadziral angleški arhitekt David Chipperfield. Muzej je bil uradno ponovno odprt oktobra 2009 in je leta 2010 prejel evropsko nagrado RIBA in nagrado Evropske unije za sodobno arhitekturo leta 2011.
Razstave vključujejo egipčanske ter prazgodovinske in zgodnjezgodovinske zbirke, kot je bilo pred vojno. Artefakti, ki jih hrani, vključujejo ikonični doprsni kip egipčanske kraljice Nefretete.
Tako kot del kompleksa Muzejskega otoka kot samostojna stavba muzej priča o neoklasicistični arhitekturi muzejev v 19. stoletju. Z novimi industrializiranimi gradbenimi postopki in uporabo železne konstrukcije ima muzej pomembno vlogo v zgodovini tehnologije. Ker je bila klasična in okrašena notranjost Gliptoteke in Stare pinakoteke v Münchnu uničena v drugi svetovni vojni, se delno uničena notranjost Neues Museum uvršča med zadnje preostale primere notranje muzejske ureditve tega obdobja v Nemčiji.

## Zgodovina

### Gradnja
Gradnja Neues Museum se je začela 19. junija 1841 pod okriljem odbora, ki ga je ustanovil Friderik Viljem IV., v katerem sta bila kustos kraljevih muzejev Ignaz von Olfers in Friedrich August Stüler. Kralj je s svojim kabinetom že 8. marca 1841 ukazal, da se gradbeni projekt dodeli Stülerju. Slaba kakovost tal na gradbišču se je pokazala hitro, ko so delavci tik pod površjem odkrili nahajališča diatomejske zemlje. Zato je bila pod celotno stavbo potrebna pilotna konstrukcija, sestavljena iz 2344 lesenih temeljnih pilotov, dolgih med 6,9 in 18,2 metra. Za zabijanje pilotov je bil uporabljen parni stroj s 5 konjskimi močmi (3,7 kW), katerega moč je bilo mogoče po potrebi povečati na 10 KM (7,5 kW). Poganjala je črpalke, ki so izsuševale gradbišče, dvigala in stroje za mešanje malte. Glasilo Berlinskega arhitekturnega združenja je poročalo o gradbišču in novih tehničnih napravah.
6. aprila 1843, ko je bila slovesnost ob polaganju vogelnega kamna, so bili temelji s kletmi vred zgrajeni. Gradnja zidov je bila končana konec leta 1843, tako da sta bil do leta 1844 dokončan venec in streha muzeja. Leta 1845 so bile dokončane železne konstrukcije, izgradnja ravnih obokanih stropov in opečna obloga povezovalne galerije v Altes Museum. Pomožna železnica je prevažala gradbene materiale z ulice, ki je tik zahodno čez reko Spree, Am Kupfergraben, do dvigala, ki ga je poganjal parni stroj. V posameznih etažah muzeja so za transport gradbenega materiala uporabljali tudi tirnice. Leta 1846 so delavci začeli delati na fasadi stavbe, razen kipov v pedimentih, začeli pa so tudi čistiti notranjost, zgraditi marmorne stopnice in se lotiti talnih oblog. To delo je leta 1847 dobro napredovalo in draga notranja oprema se je lahko začela. Marčna revolucija leta 1848 je povzročila zamude pri gradbenih delih, ki pa niso bila nikoli popolnoma prekinjena. Takoj ko so bili zadevni prostori dokončani, se je začela postavitev zbirke, dokler muzej ni bil leta 1855 končno odprt za javnost, čeprav so se dela na delih notranjega okrasja, zlasti na stenskih freskah na stopnišču, nadaljevala do leta 1866.

### Od otvoritve do druge svetovne vojne
Ob odprtju Neues Museum so bile v pritličju egipčanska, patriotska in etnografska zbirka, v prvem nadstropju pa zbirke mavčnih odlitkov antičnih grških in rimskih skulptur ter bizantinskih, romanskih, gotskih, renesančnih in klasičnih umetnin. Zbirka jedkanic in grafik ter tako imenovana Kunstkammer, zbirka arhitekturnih maket, pohištva, gline, lončenine in steklenih posod ter cerkvenih predmetov so si delili drugo nadstropje, skupaj z manjšimi umetninami iz srednjega veka in sodobnega časa. Etnološki muzej (Völkerkundemuseum), ustanovljen leta 1873, se je leta 1886 preselil v lastno stavbo na Königgrätzer Straße (danes Stresemannstraße; ta stavba je bila uničena v drugi svetovni vojni). S tem je bila povezana tudi odstranitev Etnografske zbirke, zbirke domoljubnih starin in dela zbirke »umetniške komore«. Novoustanovljeni Muzej za umetnost in obrt (Kunstgewerbemuseum) je leta 1875 prevzel v last preostalih skoraj 7000 predmetov »umetniške komore« in se leta 1881 tudi preselil v lastno stavbo, Martin Gropius Bau. V tako sproščenih prostorih v pritličju je bila ponovno postavljena egipčanska zbirka, prostore v nadstropju pa je zasedla zbirka jedkanic in grafik.
Od leta 1883 do 1887 je bil Neues Museum dozidan dodatni mezanin, ki ni viden z zunanje strani. Zbirka mavčnih odlitkov, osrednji del zbirk v času gradnje, se je tekom 19. stoletja povečala in postala ena najobsežnejših in najobsežnejših zbirk odlitkov. Zaradi spremembe kuratorskih prioritet v korist izvirnih umetnin pa je bil med letoma 1916 in 1920 (z izjemo največjih kipov) izročen Univerzi v Berlinu, kjer je bil med drugo svetovno vojno v veliki meri uničen.
V dvoranah prvega nadstropja sta bili nameščeni zbirka vaz antičnega muzeja in zbirka papirusov Egiptovskega muzeja. Spremembe v pritličju od leta 1919 do 1923 so prvič povzročile bistvene spremembe prvotne stavbe. Na grškem dvorišču so odstranili apsido, dvorišče pokrili s stekleno streho in dodali novo nadstropje v enaki višini kot pritličje. Tako je nastalo več prostorov in kabinetov za razstavo zbirke Amarna. V sosednjih delih pritličja so bili dodani spuščeni stropi, da so ustvarili sodobne, nevtralne razstavne prostore, tako da so prekrili originalne dekoracije.
Muzej je bil zaprt na začetku druge svetovne vojne leta 1939. Tem notranjim uničenjem prvotne muzejske postavitve je sledilo vojno razdejanje. V bombardiranju 23. novembra 1943 je zgorelo osrednje stopnišče in njegove freske ter drugi veliki zakladi človeške zgodovine. Februarja 1945 so zavezniške bombe uničile severozahodni trakt in povezavo z Altes Museum ter poškodovale jugozahodni trakt in jugovzhodno fasado (rizalit).

### Od druge svetovne vojne do leta 2009
V povojnem obdobju so ruševine Neues Museum v sovjetsko okupiranem delu mesta dolgo časa propadale. Drugi muzeji na Muzejskem otoku so za skladiščenje uporabili najmanj poškodovane predele stavbe. Obnovitvena dela je leta 1986 začela vzhodnonemška vlada, vendar so bila po padcu Berlinskega zidu in ponovni združitvi Nemčije ustavljena. Pri tem so bili izgubljeni zgodovinski deli stavbe. Na primer, zadnji ostanki egipčanskega dvorišča so bili odstranjeni.
Leta 1997 se je nadaljevalo načrtovanje projekta obnove in za projekt je bil uradno imenovan angleški arhitekt David Chipperfield. Odseki in fragmenti stavbe so bili odneseni in shranjeni. Junija 2003 je komisarka zvezne vlade za kulturne in medijske zadeve, Christina Weiss, ob slovesnosti ob začetku rekonstrukcije muzeja dejala, da je glavni načrt »skoraj zaokrožil krog: poudariti stavbe kot zgodovinsko dediščino, logično usmerjati tok množice obiskovalcev in pripraviti ... sodobno infrastrukturo«. Januarja 2006 je Chipperfield svoj dokončani Muzej moderne književnosti predal nemškemu literarnemu arhivu v Marbachu ob Neckarju (Deutsches Literaturarchiv Marbach).
Leta 2009 naj bi bila dokončana tudi nova sprejemna zgradba za obiskovalce Muzejskega otoka, Cube. Cube, ki je stala okoli 60 milijonov evrov, je bila zamrznjen pri načrtovanju, kar je Chipperfield videl kot ogrožanje napredka pri Neues Museum, po poročanju ZDF, druge nemške televizije. Glede na skupne stroške glavnega načrta Muzejskega otoka, ocenjenih na 1,5 milijarde evrov, se je polemika o 60 milijonih evrov za Cube zdela nesorazmerna ne samo arhitektu. Poročilo ZDF iz marca 2006 je komentiralo, »če zamrznitev načrtovanja ne bo odpravljena do konca leta, Cube ne bo mogoče dokončati pravočasno«.

### Ponovno odprtje leta 2009
Po utrditvi temeljev in zidov je bila novogradnja obnovljena. To delo je bilo opravljeno v okviru glavnega načrta za berlinski Muzejski otok, s stroški približno 295 milijonov evrov za Neues Museum. Severozahodni trakt in jugovzhodna fasada, ki sta bila v vojni popolnoma uničena, sta bila rekonstruirana po Chipperfieldovem načrtu in se približala prvotni postavitvi v muzejski stavbi.
Marca 2009 je bil muzej s svojo prazno stavbo za kratek čas ponovno odprt za javnost; artefakti takrat še niso bili nameščeni. 16. oktobra 2009 je bil muzej uradno ponovno odprt. Na slovesnosti ob ponovnem odprtju je nemška kanclerka Angela Merkel opisala Chipperfieldovo delo kot »impresivno in izjemno«, muzej pa kot »eno najpomembnejših muzejskih stavb v evropski kulturni zgodovini«. Vendar pa je bila Chipperfieldova konstrukcijska zasnova predmet razprave tistih, ki so imeli raje bolj tradicionalno rekonstrukcijo prvotne zasnove Friedricha Augusta Stülerja iz 19. stoletja. Skupina, imenovana Society of Ancient Berlin, je leta 2008 zaprosila Unesco, da Muzejski otok uvrsti na seznam območij svetovne dediščine, ki jim grozi izguba statusa, ker vidi Chipperfieldov arhitekturni koncept, ki vključuje popolne rekonstrukcije, kot obliko kulturnega uničenja. Nasprotno pa je bil dizajn priznan leta 2011, ko je David Chipperfield Architects v sodelovanju z Julianom Harrapom prejel nagrado Evropske unije za sodobno arhitekturo.
Muzej hrani Egipčanski muzej in zbirko papirusov z znamenitim doprsnim kipom kraljice Nefretete in drugimi umetninami iz časa kralja Ehnatona. Razstavljeni so deli druge večje zbirke, artefakti iz kamene dobe in poznejših prazgodovinskih obdobij iz Muzeja pred in zgodnje zgodovine. Tako sta se zbirki dveh berlinskih muzejev vrnili na svoje mesto izvora.
Muzej postane del arheološke promenade: podzemnega prehoda, ki povezuje vse zgradbe na Muzejskem otoku, z izjemo Alte Nationalgalerie. To vključuje Neues Museum kot pomemben del zgodovinskega arhitekturnega konteksta Muzejskega otoka. Stavba naj bi predstavljala trajen spomenik v kamnu za njenega prvega arhitekta Friedricha Augusta Stülerja, ki je želel, da bi »celotna stavba tvorila središče za najvišje duševne interese ljudi, kakršnega verjetno ne bi imela nobena druga prestolnica biti sposoben razstavljati«.

## Stavba
Kot je bil prvotno zgrajen (glej zemljevid spodaj), je bil Neues Museum skoraj pravokoten, z dolgo osjo stavbe (105 m) usmerjeno od severa proti jugu, vzporedno z Am Kupfergraben (ulica na zahodu, čez reko Spree) in širine 40 metrov. Stavba je skoraj pravokotna na Altes Museum, z Bodestraße med njima. Most, ki povezuje oba muzeja (uničen med drugo svetovno vojno), je bil širok 6,9 m, dolg 24,5 m in podprt s tremi loki. Glavno stopnišče je bilo v središču stavbe, ki je bil najvišji del (31 m visok).
Tri glavna krila obkrožajo dve notranji dvorišči, grško dvorišče in egiptovsko dvorišče. Severno egiptovsko dvorišče je bilo od začetka pokrito s steklenim stropom, južno grško dvorišče pa je bilo prvič pokrito s steklenim stropom med letoma 1919 in 1923.

### 2009
Galerija Jamesa Simona, ki je na Muzejskem otoku, omogoča dostop do območja v bližini Neues Museum, ki je bilo prej nedostopno. Arhitekturni dialog med obema stavbama je zdaj očiten in predstavlja vrhunec procesa, ki se je začel ob ponovnem odprtju Neues Museum leta 2009. Sodobni arhitekturni načrt za Galerijo Jamesa Simona je prav tako zasnoval David Chipperfield.

### Splošni zemljevid
|  | pritličje (Erdgeschoss) 1) grško dvorišče 2) egipčansko dvorišče 3) glavno preddverje 4) Patriotska soba 5) južno preddverje 6) Obokana soba 7) Etnografska soba 8) Soba za stopniščem 9) Zgodovinska soba 10) Hipostil 11) Soba egiptovskih grobnic 12) Mitološka soba | Zgornje nadstropje (1. Stockwerk) 13) glavno stopnišče 14) Bakhova soba 15) Rimska soba 16) Južna kupolasta soba 17) povezava do Altes Museum 18) Soba srednjega veka 19) soba Bernwarda Hildesheimskega 20) Sodobna soba 21) Grška soba 22) Laokontov kabinet 23) Apolonova soba 24) severna kupolasta soba 25) Nubijska soba |